# 台北陸上競技場
台北陸上競技場（たいほくりくじょうきょうぎじょう、中国語: 臺北田徑場）は、台湾台北市松山区にある陸上競技場。球技場としても使用される。施設は台北市が所有し、台北市体育処が運営管理を行っている。

## 概要
当競技場は400mトラックと300mサブレーンを持つ総合陸上競技場である。以前当地には1956年完成し、16,000人収容の台北市立体育場があり、主に陸上競技、サッカー大会に使用されていた。
2009年夏季デフリンピック開催のために競技場の建替えを決定、新競技場は観衆20,000人収容可能となり、デフリンピックの開会、閉会式、陸上競技及びサッカー競技が開催された。標準的な陸上練習場で、サッカーの練習場としての使用も可能である。
建替え後の台北陸上競技場はIAAF（国際陸上競技連盟）のクラス1認定を受けた競技場で、2009年6月15日竣工、2009年7月23日供用開始。また、2010年からインターシティフットボールリーグ（2017年以降の台湾社会人甲級サッカーリーグ）の開催地の一つとなり、2017年には夏季ユニバーシアードを開催した。
補助競技場が敦化北路と八徳路の交差点脇にあり、当競技場と附近の松山スポーツセンター、台北小ドーム、台北体育館をあわせて「台北体育園区」（英語: Taipei City Sports Park）と呼んでいる。

## 主な大会
- 2009年夏季デフリンピック
  - 陸上競技、サッカー
- インターシティフットボールリーグ 2010年 -  2016年
- 台湾社会人甲級サッカーリーグ 2017年 -
- 2017年夏季ユニバーシアード